# Agridaki
Agridaki (in greco Αγριδάκι?; in turco Alemdağ) è un villaggio di Cipro, situato a 1 km e mezzo a est di Larnakas tis Lapithou. È sotto il controllo de facto di Cipro del Nord, dove appartiene al distretto di Girne, mentre de iure appartiene al distretto di Kyrenia della Repubblica di Cipro. 
La sua popolazione nel 2011 era di 86 abitanti. Questo villaggio è sempre stato abitato esclusivamente da greco-ciprioti.

## Geografia fisica
Il villaggio si trova sotto il versante nord del picco Kyparissovouno della catena montuosa di Kyrenia, e a 1 km e mezzo a est di Larnakas tis Lapithou.

## Origini del nome
In greco, Agridaki significa "piccolo appezzamento di terreno". Nel 1975 i turco-ciprioti hanno cambiato il suo nome in Alemdağ, che significa letteralmente "Montagna del Mondo".

## Monumenti e luoghi d'interesse

### Architetture religiose

#### Agios Charalampos
Il villaggio ha una chiesa che risale al 1908. La maggior parte dell'interno della chiesa è ora in rovina. In un angolo si trova una piccola iconostasi dedicata al santo della chiesa.

## Società

### Evoluzione demografica
Prima del 1974, questo villaggio era abitato esclusivamente da greco-ciprioti. Nel censimento ottomano del 1831, i cristiani costituivano gli unici abitanti di questo insediamento, mentre all'inizio del secolo vivevano nel villaggio uno o due abitanti musulmani. La popolazione è aumentata costantemente durante il periodo britannico, passando da 225 abitanti nel 1901 a 316 nel 1946, prima di scendere a 286 nel 1960. La popolazione ha continuato a diminuire durante il periodo dell'indipendenza, tanto che nel 1973 si contavano solo 239 abitanti.
Tutti gli abitanti del villaggio sono stati sfollati nel 1974, poiché tra il luglio e l'agosto del 1974 sono fuggiti dall'avanzata dell'esercito turco verso la parte meridionale dell'isola. Attualmente, come il resto dei greco-ciprioti sfollati, gli abitanti di Agridaki sono sparsi nel sud dell'isola, soprattutto a Nicosia. La popolazione sfollata di Agridaki può essere stimata in circa 240 persone, dal momento che la sua popolazione era di 239 persone nel 1973.
Nel 1975, il villaggio è stato utilizzato per l'insediamento di sfollati turco-ciprioti provenienti dalla parte a sud della Linea verde. Provenivano principalmente dai villaggi del distretto di Paphos di Zacharia/Tatlıca e Lapithiou/Bozalan. La maggior parte dei giovani ha lasciato il villaggio per lavorare a Lefkoşa e gli abitanti rimasti sono per lo più anziani. Di conseguenza, più della metà del villaggio è attualmente disabitata. Nel censimento del 2006, la popolazione del villaggio era di soli 87 abitanti, pari a circa un terzo della popolazione del 1960.

## Galleria d'immagini

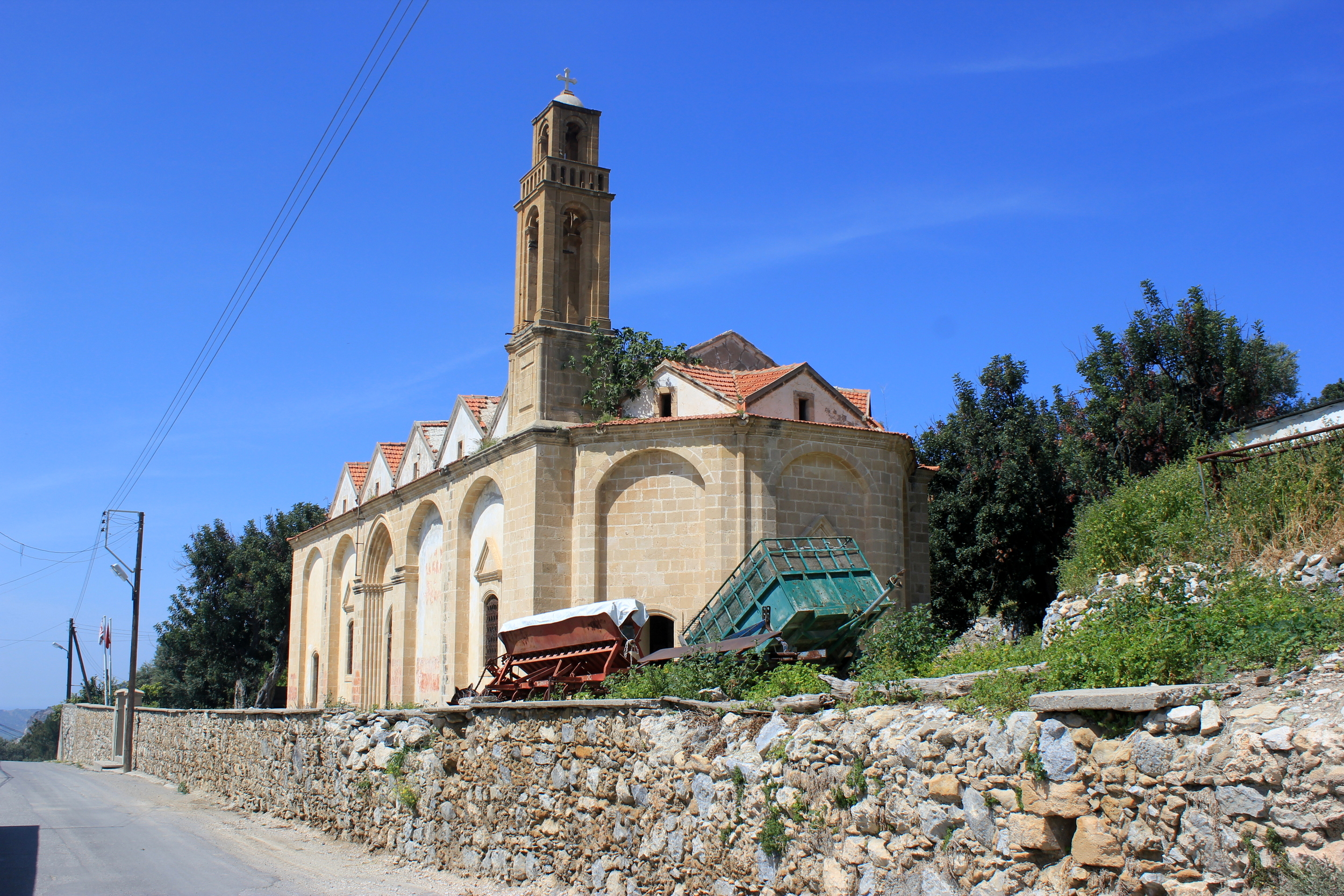
Chiesa di Agridaki
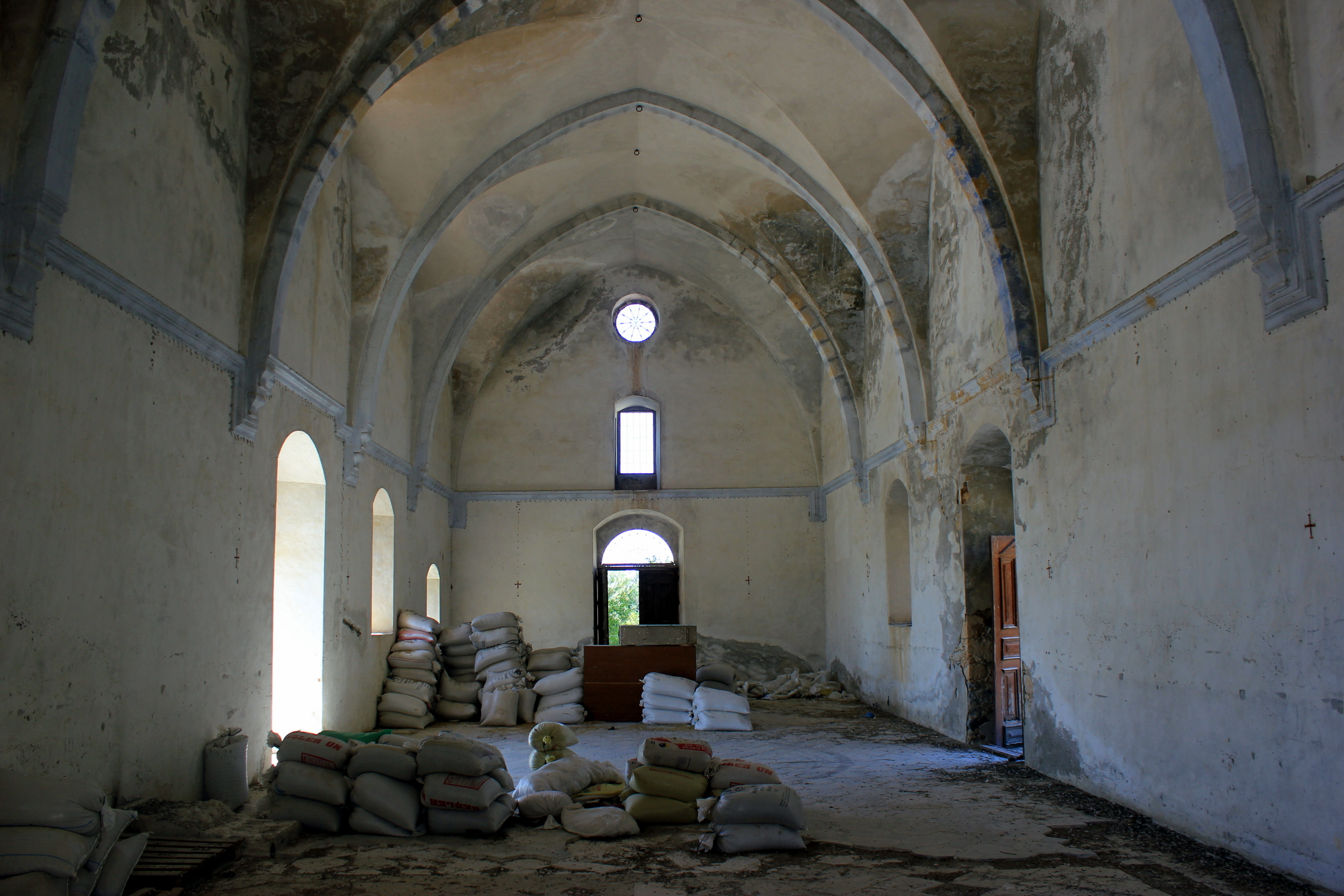
Interno della chiesa
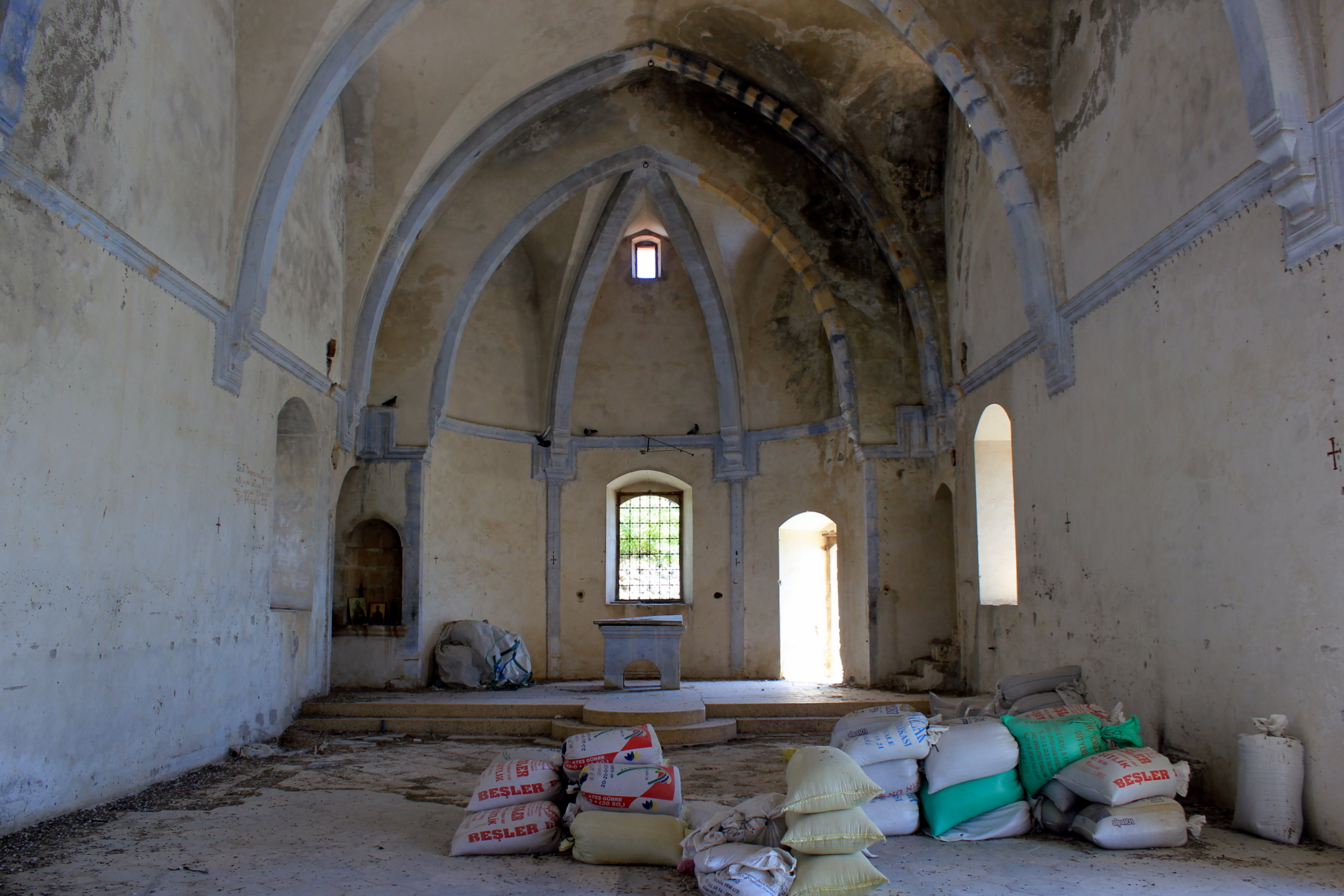
Interno della chiesa
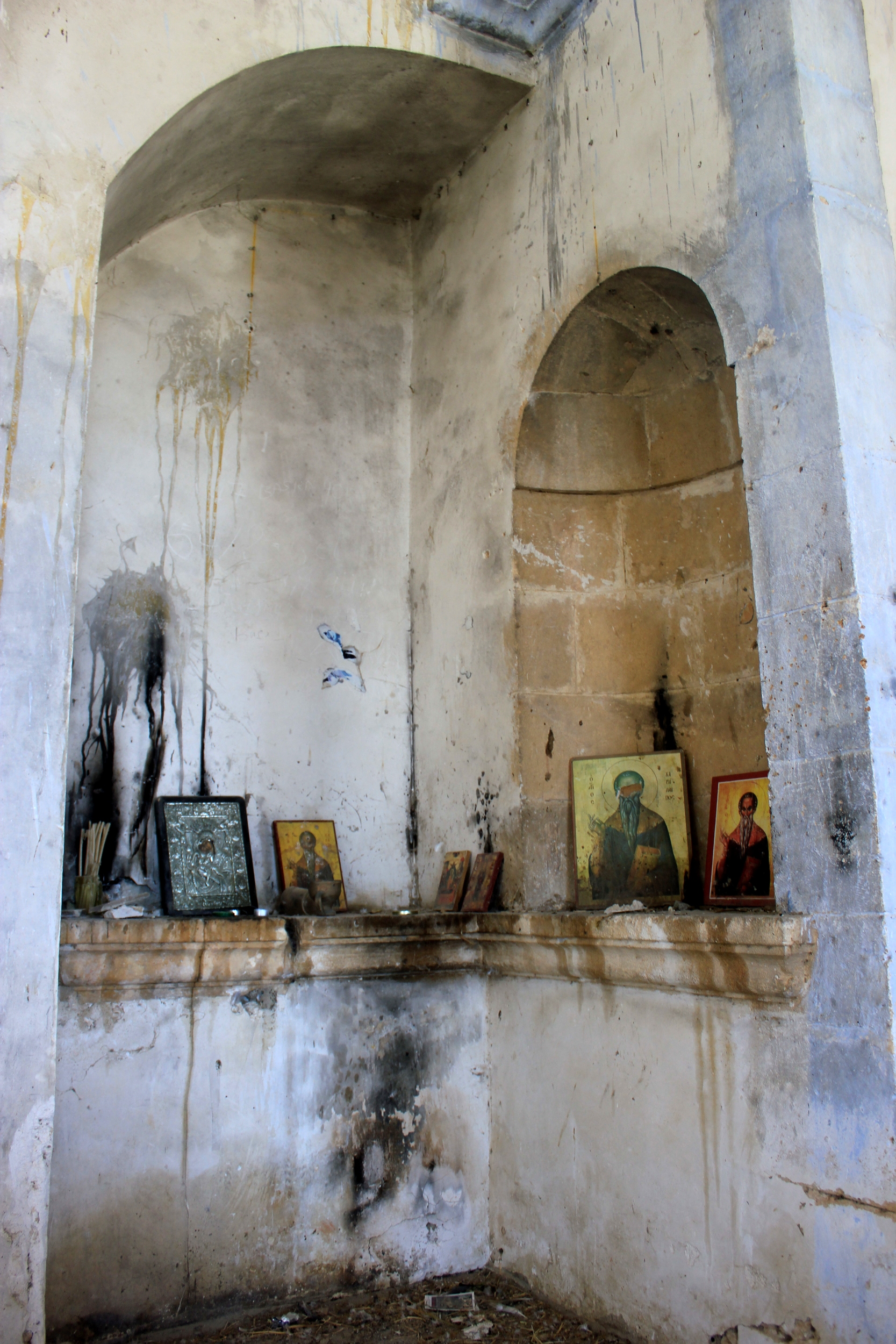
Iconostasi nell'angolo
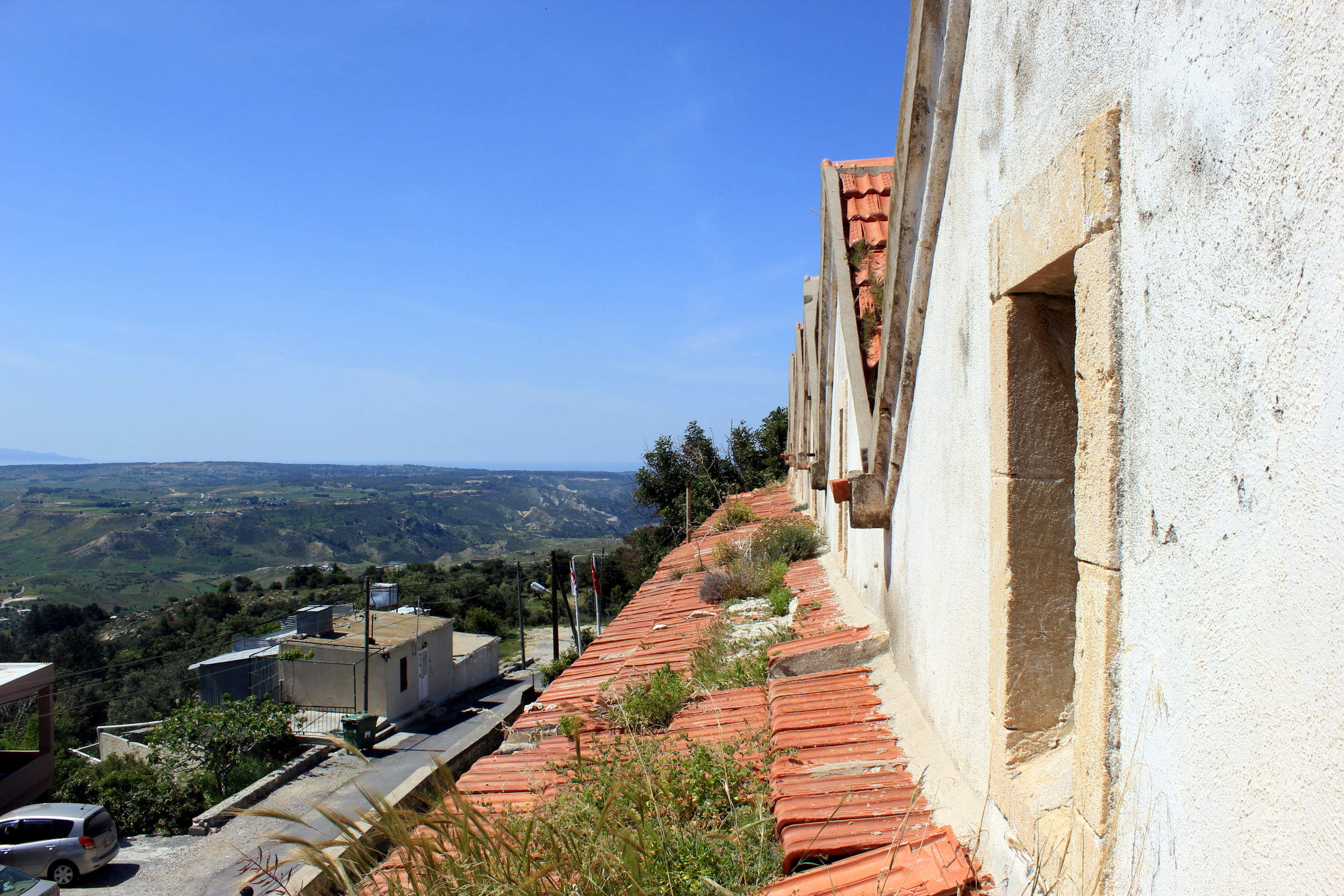
Vista dalla torre dell'orologio